# Arne
Arne je mužské křestní jméno severského původu. Další variantou jména je Arno. Je to zkrácenina severogermánských jmen začínajících na Arn- (například Arnbjörn). Vykládá se jako „orel“.
Podle českého kalendáře má svátek 30. března.

## Arne v jiných jazycích
- Německy, dánsky, švédsky: Arne
- Španělsky, polsky: Arno
- Maďarsky: Arnó

## Známí nositelé jména
- Arne Jacobsen – dánský architekt a designér
- Tor Arne Hetland – norský reprezentant v běhu na lyžích, specialista na sprinty
- Arne Friedrich – německý fotbalista
- Arne Novák – český literární historik a kritik, bohemista a germanista
- Arne Tiselius – švédský nositel Nobelovy ceny za chemii
- Arno Kraus (starší) – český překladatel a spisovatel (1895–1975), otec Arno Krause ml.
- Arno Kraus (mladší) – český básník, překladatel (1921–1982), syn Arno Krause st